# Bommadasanahalli, Mulbagal
Bommadasanahalli là một làng thuộc tehsil Mulbagal, huyện Kolar, bang Karnataka, Ấn Độ.